# Comunità Montana del Calore Salernitano
Die Comunità Montana del Calore Salernitano ist eine Vereinigung aus vierzehn Gemeinden in der italienischen Provinz Salerno in der Region Kampanien.
Das Gebiet der Comunità Montana del Calore Salernitano umfasst die Gemeinden rund um den Fluss Calore und hat eine Ausdehnung von 491 km².
In den vierzehnköpfigen Rat der Comunità entsenden die Gemeinderäten der beteiligten Kommunen je ein Mitglied.

## Mitglieder
Die Comunità umfasst folgende Gemeinden:
| - Albanella - Altavilla Silentina - Campora - Castel San Lorenzo - Felitto - Laurino - Magliano Vetere | - Monteforte Cilento - Piaggine - Roccadaspide - Sacco - Stio - Trentinara - Valle dell’Angelo |